# Actul capitulării Germaniei
Actul capitulării Germaniei a fost instrumentul legal prin care Înaltul Comandament al Wehrmachtului a capitulat simultan în fața Forțelor Expediționare Aliate și Uniunii Sovietice la luptele celui de-al doilea război mondial pe teatrul de luptă din Europa. 

## Primul act al capitulării

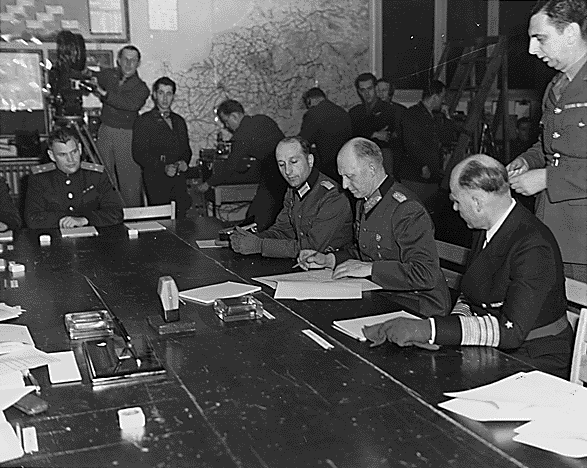
Generalul colonel Alfred Jodl semnând actele capitulării la Cartierul General Aliat de la Reims.

Primul act al capitulării a fost semnat la Reims, Franța, la ora 02:41 a zilei de 7 mai 1945. 
Capitularea necondiționată a forțelor germane a fost semnată de Generaloberst Alfred Jodl, din partea Oberkommando der Wehrmacht (Înaltul Comandament al Forțelor Armate) și de reprezentantul noului Președinte al Reichului, Marele Amiral Karl Dönitz.
Acest act al capitulării se aplica tuturor forțelor armate terestre, aeriene și navale care se aflau în acel moment sub controlul OKW-ului. În ciuda faptului că marea majoritate a comandanților militari germani s-au supus ordinului de capitulare dat de OKW, au existat și excepții. Cea mai importantă forță care a refuzat să capituleze a fost Grupul de Armate Centru de sub comanda mareșalului Ferdinand Schörner, care fusese promovat Comandant Suprem al Forțelor Armate (OKH) pe 30 aprilie prin testamentul lui Adolf Hitler. 
La fel ca și în cazul altor instituții din Germania Nazistă, controlul armatei era împărțit între OKW și OKH. Până în 1945, OKW a controlat toate forțele germane de pe toate teatrele de luptă, cu excepția celor de pe frontul de răsărit, care, până la sinuciderea sa, erau subordonate OKH-ului și prin acesta direct lui Hitler. Astfel, era neclar dacă Schörner se afla sau nu sub controlul OKW-ului pe 8 mai, sau dacă era nevoie ca Dönitz ori von Krosigk puteau/trebuiau să ordone lui Schörner să capituleze. Această dilemă a fost rezolvată pe calea armelor. Pe 8 mai, Schörner a părăsit postul său de comandă și a fugit în Austria. Uniunea Sovietică a organizat Ofensiva Praga, în timpul căreia o copleșitoare forță sovietică a fost aruncată în luptă împotriva Grupului de Armate Centru, care a fost forțat să capituleze pe 11 mai. (Trupele sovietice au intrat în Praga pe 12 mai). După semnarea acestui act al capitulării, Înaltul Comandament a emis ordine către toate forțele armate de sub comanda sa, cerându-le să înceteze toate operațiunile exact la ora 23:01 Ora Europei Centrale a zilei de 8 mai 1945. acest act al capitulării legaliza capitularea necondiționată a tuturor forțelor germane, punând astfel capăt războiului în Europa. 
Singurul reprezentant al Uniunii Sovietice de la Cartierul General Aliat de la Rheims a fost generalul Ivan Susloparov, ofițerul de legătură al Armatei Roșii cu Aliații occidentali. Sarcinile și autoritatea generalului Susloparov nu erau prea clare și el nu a avut la dispoziție mijloacele necesare pentru a lua legătura Kremlinul. Cu toate acestea, și-a permis să riște să semneze din partea URSS-ului. El a făcut o notă, conform căreia acest act al capitulării poate fi înlocuit cu unul nou în viitor. Iosif Vissarionovici Stalin a fost nemulțumit de condițiile în care a fost semnat actul capitulării. El considera că Germania trebuia să capituleze doar în fața împuternicitului comandantului suprem al Armatei Roșii și a insistat ca actul de la Rheims să fie considerat doar unul preliminar, ceremonia finală urmând să fie semnată la Berlin, unde se afla cartierul general al mareșalului Gheorghi Jukov.

## Al doilea act

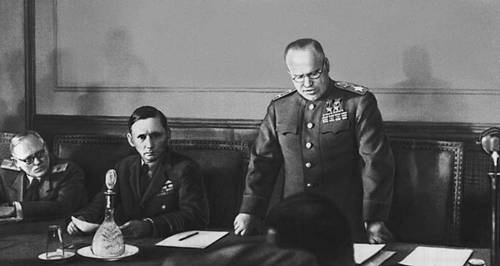
Mareșalul Uniunii Sovietice Gheorghi Jukov citind actul capitulării Germaniei la Cartierul său General din Berlin. La dreapta sa se află Mareșalul Forțelor Aeriene al Regatului Unit, Arthur Tedder

Mareșalul Wilhelm Keitel semnând actul capitulării la Berlin

Al doilea act al capitulării a fost semnat la scurtă vreme după ora 0:00 a zilei de 8 mai,  într-o suburbie a Berlinului. Ceremonia semnării a avut loc într-o vilă din Karlshorst, unde se află în zilele noastre Muzeul Rus de război. Reprezentanții URSS, Regatului Unit, Franței și SUA au sosit la scurtă vreme după miezul nopții. După ce mareșalul Jukov a deschis ceremonia, reprezentanții germani au semnat Actul final al capitulării necondiționate a Germaniei, care a intrat în acțiune la ora 23:01 ora Europei Centrale. 
Reprezantanți:
- Uniunea Sovietică: Mareșal Gheorghi Jukov din partea Comandamentului Suprem al Armatei Roșii;
- Regatul Unit: adjunctul Comandantului Suprem al Forțelor Expediționare Aliate, Mareșal al RAF Arthur William Tedder;
- Franța: General Jean de Lattre de Tassigny, comandant al Armatei I franceze;
- Statele Unite: General Carl Spaatz, comandantul Forțelor Aeriene Strategice ale SUA;
- Germania Nazistă:
  - Amiralul Hans-Georg von Friedeburg, comandantul suprem al Kriegsmarine;
  - General-colonel Hans-Jürgen Stumpff, reprezentant al Luftwaffe;
  - Feldmareșalul Wilhelm Keitel, șeful Statului Major al Oberkommando der Wehrmacht.

Uniunea Sovietică nu a fost de acord cu participarea reprezentantului Poloniei la ceremonia de semnare a capitulării. 

## Comentarii
Karl Dönitz a continuat să acționeze ca șef al statului german, dar guvernul de la Flensburg (numit așa pentru că funcționa la Flensburg și controla doar o mică zonă din jurul orașului) nu a fost recunoscut de puterile aliate și a fost dizolvat în momentul în care membrii lui au fost arestați de forțele britanice pe 23 mai 1945. Aliații au descoperit că au o problemă, deoarece capitulaseră necondiționat numai forțele armate germane, nu și guvernul civil german. Aceasta a fost considerată o problemă foarte importantă, deoarece în 1918 capitulase doar guvernul civil imperial german, nu și armata imperială. Acest fapt a permis lui Hitler să se folosească de mitul „înjunghierii pe la spate”. Aliații nu au dorit să riște ca un viitor regim german ostil să se folosească de faptul că autoritățile civile nu semnaseră niciun act de capitulare. Până în cele din urmă, puterile învingătoare au decis să nu recunoască guvernul lui Dönitz și în schimb au semnat un document al celor patru puteri prin care se crea Comisia Aliată de Control. 
Pe 5 iulie 1945, cele patru puteri au semnat un document în Berlin, iar situația de facto a devenit de jure. Acest fapt era în conformitate cu art. 4 al primului act al capitulării semnat la Rheims. 
În perioada iulie – august 1945, liderii puterilor învingătoare au purtat discuții la Conferința de la Potsdam cu privire la formarea unui guvern postbelic, schimbările frontierelor interbelice, demilitarizarea, denazificarea și reparațiile de război ale Germaniei. 